# Lebrillo

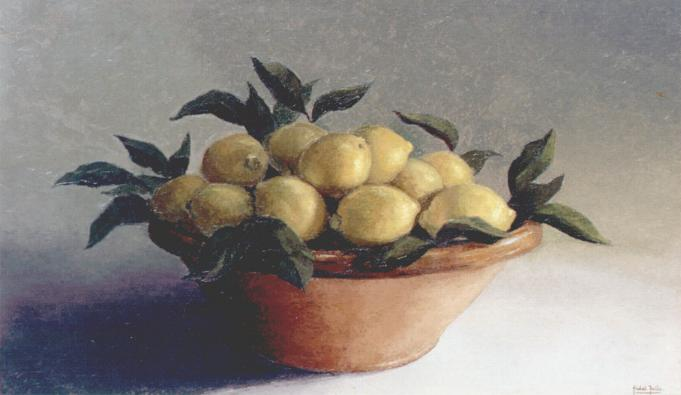
Pintura que presenta unos limones depositados sobre un lebrillo tradicional. Obra de Fidel Tello Repiso.

El lebrillo es un recipiente tradicional de barro vidriado o de metal, con forma de tronco de cono invertido y similar a un plato hondo o una fuente circular, pero de mayor tamaño por lo general, utilizado con fines culinarios, decorativos o de higiene personal y doméstica (como el lavado de pies, de la ropa o la vajilla).

## Características
En el ajuar alfarero, se cataloga como un gran vaso de base recogida y boca amplia, con una relación entre diámetros mayor del doble, tradicionalmente hecho de arcilla y con los bordes y el interior vidriados. De diferentes tamaños, entre veinticinco (lebrillo de a peseta de Úbeda) y noventa centímetros (lebrillo de lavar de Lora del Río), se utiliza históricamente para el lavado de pies o lavado de ropa, así el corciol manchego para aclarados (estas piezas, por su tamaño, alcanzan la categoría de barreño). El lebrillo tiene también un uso culinario, haciendo funciones de fuente, frutero o incluso bandeja. En muchos casos se decora con dibujos y motivos diversos, que le dan un valor decorativo añadido.

## Historia
El uso del lebrillo ya era habitual en las culturas judía y egipcia, aparece en el apartado 12-22 del libro del Éxodo, que se refiere a la plaga que mata a todos los primogénitos egipcios:

Tomad un manojo de hisopo, mojadlo en la sangre (del cordero) que estará en un lebrillo, y untad el dintel y los dos postes con la sangre que estará en el lebrillo. Que ninguno de vosotros salga de las puertas de su casa hasta la mañana

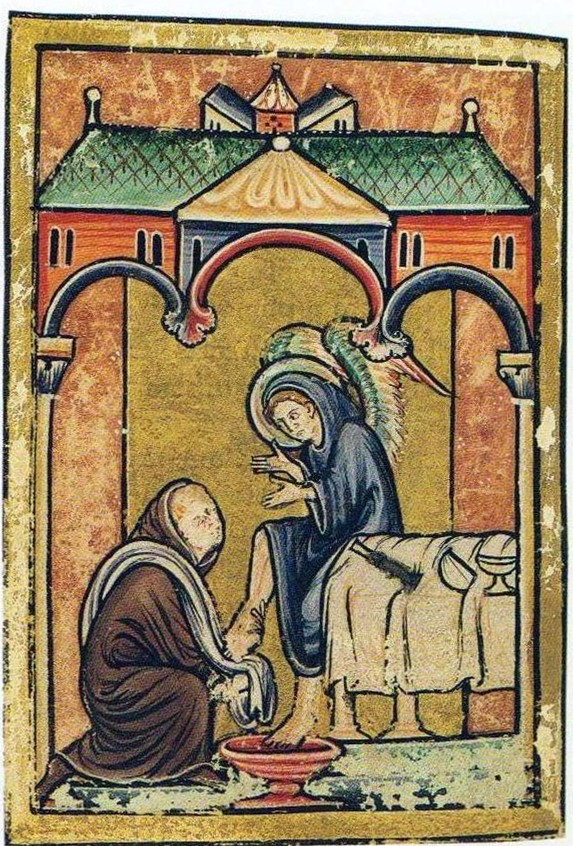
Miniatura del siglo XII, en la British Library (manuscrito Yates Thomson MS 26), que representa al monje Cutberto lavando los pies a un ángel disfrazado.

Durante la época romana se le conocía como labello (diminutivo de labrum o bañera). Existen testimonios de que los aztecas también lo empleaban:

... primero echaban en un lebrillo cantidad de él (pulcre), y ponían un lebrillo cerca del fuego: de allí tomaban un vaso ...

Durante el siglo XVI era una de las piezas cerámicas artesanales más decoradas. En los hogares españoles ha sido un recipiente tradicional hasta la mitad del siglo XX. Aún sigue siendo habitual en México y algunas regiones meridionales españolas como Andalucía y Murcia.

## El testimonio de Pío Baroja
Pío Baroja en la primera novela de su trilogía "La lucha por la vida", La busca, deja esta descripción del uso del "lebrillo" en el Madrid de finales del siglo XIX:

"Todas las tardes algunas vecinas lavaban en el patio, y cuando terminaban su faena vaciaban los lebrillos en el suelo, y los grandes charcos, al secarse, dejaban manchas blancas y regueros azules de agua de añil."
 Pío Baroja, La Busca (1904).